# Pararhadinaea melanogaster
Genre
Espèce
Synonymes
- Rhabdotophis subcaudalis Werner, 1909

Statut de conservation UICN

 VU B1ab(iii) : Vulnérable
Pararhadinaea melanogaster, unique représentant du genre Pararhadinaea, est une espèce de serpents de la famille des Lamprophiidae.

## Répartition
Cette espèce est endémique de Madagascar. Elle se rencontre jusqu'à 150 m d'altitude.

## Liste des sous-espèces
Selon The Reptile Database (19 février 2014) :
- Pararhadinaea melanogaster marojejyensis Domergue, 1984
- Pararhadinaea melanogaster melanogaster Boettger, 1898

## Publications originales
- Boettger, 1898 : Katalog der Reptilien-Sammlung im Museum der Senckenbergischen Naturforschenden Gesellschaft in Frankfurt am Main. Frankfurt am Main Museum, vol. 2, p. 1-160 (texte intégral).
- Domergue, 1984 : Notes sur les serpents de la région malgache. IV: Le genre Pararhadinaea Boettger, 1898 ― Descriptions d'une espèce et d'une sous-espèce nouvelle. Bulletin du Muséum d'histoire naturelle de Paris, vol. 6, no 1, p. 149-157.